# Alex Theodor Gogolkiewicz
Alex Theodor Gogolkiewicz (* 12. Juli 1983 in Goslar) ist ein deutscher Arzt und Hochschullehrer. Er war 2018–2024 Chefarzt der Abteilung für Allgemeinpsychiatrie und -psychotherapie des ZfP Südwürttemberg am Standort Zwiefalten, ist Professor für Psychologie an der SRH Fernhochschule und ist psychiatrischer Sachverständiger.

## Leben
Gogolkiewicz entstammt einer deutschen Arztfamilie. Seine Familie gehört väterlicherseits der Szlachta an.
Er besuchte die Cedar Hill High School in Cedar Hill, Texas USA und war Honor Roll Student. Nach dem Abitur am Gymnasium Große Schule in Wolfenbüttel studierte er an der Georg-August-Universität Göttingen und an der Ruprecht-Karls-Universität Heidelberg Rechtswissenschaft und Mittlere und Neuere Geschichte.
Das Studium der Humanmedizin an der Universität Debrecen in englischer Sprache (ab 2006) schloss er 2012 mit dem Staatsexamen und dem akademischen Grad dr. med. ab. Die zum Berufsdoktorat führende wissenschaftliche Arbeit trug den Titel „Stress, coping and burnout: A comparative study with special respect to medical professionals“. Das Praktische Jahr absolvierte Gogolkiewicz am Singapore General Hospital, am Concord Repatriation General Hospital in Sydney und am Henry Ford Hospital in Detroit.
Die Ausbildung zum Facharzt für Psychiatrie und Psychotherapie mit tiefenpsychologischer Therapieausrichtung durchlief Gogolkiewicz am SRH Krankenhaus Sigmaringen, wo er 2017 Oberarzt der Klinik für Psychiatrie, Psychotherapie und Psychosomatik wurde. Er besitzt die Zusatzbezeichnung Suchtmedizin, die verkehrsmedizinische Qualifikation und die Zusatzbezeichnung Psychosoziale Onkologie / Psychoonkologie. Während seiner Zeit in Sigmaringen entwickelte Gogolkiewicz das sogenannte „Sigmaringer Modell“, durch das es gelang, Zwangsmaßnahmen auf der geschlossenen psychiatrischen Station innerhalb eines Jahres um 29,4 Prozent zu reduzieren. Diese Intervention wurde national publiziert und international auf verschiedenen Kongressen vorgestellt. Die Studie und deren Ergebnisse flossen in eine Dissertation mit dem Titel „Das ‚Sigmaringer Modell‘ zur Reduktion von Zwangsmaßnahmen in der Psychiatrie” an der Universität Ulm ein. Doktorvater war Tilman Steinert.
2018 bis 2024 war Gogolkiewicz Chefarzt der Abteilung für Allgemeinpsychiatrie und -psychotherapie des ZfP Südwürttemberg am Standort Zwiefalten. Im selben Jahr wurde er in den Vorstand der Internationalen Arbeitsgemeinschaft Soteria (IAS) berufen. Gogolkiewicz setzte sich dafür ein, dass das Soteria-Behandlungsangebot nicht nur lokal, sondern deutschlandweit den an Schizophrenie erkrankten Menschen zur Verfügung steht. Darüber hinaus konnte Gogolkiewicz 2023 die Dialektisch-Behaviorale Therapie als ergänzendes Spezialangebot für Menschen mit Borderline-Persönlichkeitsstörungen in das Behandlungsrepertoire seiner Klinik einführen, das ebenfalls Patienten deutschlandweit offen steht.
2022 wurde Gogolkiewicz in den Vorstand des Ärztlichen Verbandes Krankenhauspsychiatrie Baden-Württemberg berufen. Im selben Jahr verlieh die American Psychiatric Association Gogolkiewicz in Anerkennung für seinen Einsatz um die psychiatrische Versorgung die Auszeichnung „Fellow of the American Psychiatric Association“. Die britische Royal Society of Medicine nahm ihn 2023 ebenfalls ehrenhalber als Fellow in ihre Reihen auf.
Seit 2023 ist Gogolkiewicz Professor für Psychologie an der privaten SRH Fernhochschule Riedlingen. Er ist hauptberuflich als psychiatrischer Sachverständiger tätig. Gogolkiewicz ist auf die Begutachtung im Strafrecht und Sozialrecht spezialisiert. Er war u. a. in Verfahren tätig, die in Zusammenhang mit EncroChat standen. Sein Praxissitz befindet sich in Stuttgart.

## Mitgliedschaften, Ehrungen und Auszeichnungen
- Vorstandsmitglied der Internationalen Arbeitsgemeinschaft Soteria 2018[26]
- Vorstandsmitglied des Ärztlichen Verband Krankenhauspsychiatrie 2021[27]
- Fellow der American Psychiatric Association 2022[20]
- Fellow der Royal Society of Medicine 2023

## Publikationen (Auswahl)
- Gogolkiewicz, Alex Theodor : Stress, coping and burnout: A comperativ study with special respect to medical professionals, Debrecen 2011.
- Schwanninger, Florian (Hrsg.), Gogolkiewicz, Alex Theodor in: Lebensspuren : biografische Skizzen von Opfern der NS-Tötungsanstalt Hartheim, Innsbruck 2013.
- Gogolkiewicz, Alex Theodor, Bopp, Frank-Thomas, Steinert, Tilman: Das „Sigmaringer Modell“ zur Reduktion von Zwangsmaßnahmen und Gewalt in der Psychiatrie, Heidelberg 2017.
- Gogolkiewicz, Alex Theodor: Das „Sigmaringer Modell“ zur Reduktion von Zwangsmaßnahmen in der Psychiatrie, Ulm 2022.